# Courbois-parel
De Courbois-parel is een theaterprijs voor actrices die gedurende een lange carrière zowel op de theaterplanken als in de film- en televisiewereld een onuitwisbare indruk hebben gemaakt bij een breed publiek. Degene die deze prijs ontvangt mag deze op een door haarzelf te kiezen moment overdragen aan een andere actrice.
De doorgeefprijs is genoemd naar de actrice Kitty Courbois en werd ingesteld door Toneelgroep Amsterdam en de Stadsschouwburg Amsterdam bij haar vijftigjarig theaterjubileum op 28 maart 2010.
De prijs bestaat uit een 19de-eeuws Frans kistje van glas, waarin een broche met parel ligt op een bedje van lapjes stof van kostuums die Kitty Courbois gedragen heeft: een stukje van een plisséjurk uit Andromache en Richard III, een reepje uit het korset van The massacre at Paris, een lapje uit het overhemd van Naar Damascus en een stukje uit de jurk die ze tijdens Zomertrilogie droeg.
Courbois droeg op 26 februari 2013, tijdens het 25-jarig jubileumfeest van Toneelgroep Amsterdam in de Stadsschouwburg Amsterdam, de Courbois-parel over aan Halina Reijn.

## Gelauwerden
- 2010: Kitty Courbois (1937-2017)
- 2013: Halina Reijn (1975-)

## Wetenswaardigheden
- De Paul Steenbergen-penning is ook een doorgeefprijs op het gebied van toneel. Deze prijs is ingesteld door de gemeente Den Haag
- De Magda Janssens Hoedenspeld is een doorgeefprijs voor acteurs en actrices op het gebied van (solo)toneel.
- De Theo Mann-Bouwmeesterring is een doorgeefprijs voor actrices.
- De Albert van Dalsumring is een doorgeefprijs voor acteurs.

Aletta Jacobsprijs · Aletta van Nu Prijs · Anna Bijns Prijs · Colombina · Corrie Hermannprijs · Courbois-parel · Els Borst Netwerk Inspiratieprijs · Femme van het Jaar · Harriët Freezerring · Helena Rubinsteinprijs · Hilda van Suylenburg prijs · Johanna W.A. Naberprijs · Joke Smit-prijs · Kartiniprijs · Liesbeth van Dorsser Keusprijs · Liese Prokop-vrouwenprijs · Maria Tesselschadeprijs · Marie-Popelinprijs · Opzij Literatuurprijs · Opzij Top 100 -  Pieternel Rolprijs · Theo d'Or · Theo Mann-Bouwmeesterring · Theodora Niemeijer Prijs · Topvrouw van het jaar - De Triomf · Victorine Heftingprijs · Vrouw in de Media Award · Wilhelmina Druckerprijs · Women's Prize for Fiction · Zakenvrouw van het jaar · Zonta Award